# Doris Stevens
Doris Stevens, nata Dora Caroline Stevens, (Omaha, 26 ottobre 1888 – New York, 22 marzo 1963), è stata una scrittrice, attivista e suffragetta statunitense, sostenitrice dei diritti legali delle donne e autrice.
È stata la prima donna membro dell'American Institute of International Law e la prima presidente della Commissione Interamericana delle Donne.

## Biografia
Nata nel 1888 a Omaha, Nebraska, fu impegnata nella lotta per il suffragio mentre era ancora una studentessa universitaria all'Oberlin College. Dopo essersi laureata in sociologia nel 1911, insegnò brevemente prima di diventare un'organizzatrice regionale a pagamento per la National American Woman Suffrage Association Congressional Union for Woman Suffrage (CUWS). Quando il CUWS si staccò dall'organizzazione principale nel 1914, lei divenne la stratega nazionale. Fu incaricata di coordinare il congresso femminile, tenutosi alla Panama Pacific Exposition nel 1915. Quando i Cuws divennero il National Woman's Party (NWP) nel 1916, la Stevens organizzò delegati del partito per ciascuno dei 435 distretti congressuali nel tentativo di raggiungere la liberazione nazionale e sconfiggere i candidati delle donne che si erano opposti ai diritti delle donne. Tra il 1917 e il 1919 era diventata un'importante partecipante alla veglia delle Silent Sentinels alla Casa Bianca di Woodrow Wilson per sollecitare il passaggio di un emendamento costituzionale per i diritti di voto delle donne e fu arrestata più volte per il suo coinvolgimento. Dopo che il diciannovesimo Emendamento garantì il diritto di voto delle donne, scrisse un libro, intitolato Jailed for Freedom (1920), che raccontava le dure prove di una sentinella.
Una volta garantito il diritto di voto, la Stevens rivolse la sua attenzione allo status legale delle donne. Sostenne il passaggio dell'Equal Rights Amendment e lavorò con Alice Paul dal 1927 al 1933 su un volume di lavoro confrontando un impatto variabile sulla legge per donne e uomini. L'obiettivo di mettere insieme i dati era ottenere un diritto internazionale che proteggesse il diritto di cittadinanza delle donne. La ricerca fu completata con l'aiuto delle femministe in 90 paesi e valutò le leggi che controllano la nazionalità delle donne da ogni paese. Ottenendo l'approvazione per il lavoro dalla League of Nations nel 1927, la Stevens presentò la proposta Pan American Union nel 1928, convincendo l'organo di governo a creare la Commissione delle Donne inter Americane (CIM). Nel 1931 si unì all'American Institute of International Law, diventando il suo primo membro femminile. Nel 1933 il suo lavoro portò al primo trattato per garantire i diritti internazionali per le donne. La convenzione sulla nazionalità delle donne stabiliva che le donne mantenevano la loro cittadinanza dopo il matrimonio e la convenzione sulla nazionalità prevede che né il matrimonio né il divorzio potessero influenzare la nazionalità dei membri di una famiglia, estendendo la protezione della cittadinanza ai bambini.
Espulsa dal CIM nel 1938 e dal NWP nel 1947 per controversie politiche, divenne vicepresidente della Lucy Stone League nel 1951, di cui era membro dagli anni venti. Combatté il ripristino di quelle politiche che toglievano i guadagni che le donne avevano ottenuto per entrare nella forza di lavoro durante la seconda guerra mondiale e lavorò per stabilire il femminismo come campo di studio accademico. Continuò a combattere per le cause femministe fino alla sua morte nel 1963.

## Primi anni
Dora Caroline Stevens nacque il 26 ottobre 1888 a Omaha, nel Nebraska da Caroline D. (nata Koopman) ed Henry Henderbourck Stevens. Suo padre era un pastore della Chiesa Riformata dei Paesi Bassi per quaranta anni e sua madre era un'immigrata di prima generazione dall'Olanda. Uno dei quattro bambini, Stevens è crebbe a Omaha e si laureò nel 1905 alla High School di Omaha.
Lei continuò la sua formazione laureandosi all'Oberlin College nel 1911 con una laurea in sociologia, sebbene inizialmente si fosse dedicata la musica. Mentre era al college, era nota per i suoi romanzi e per essere una suffragetta vivace. Il suo comportamento indisciplinato e il suo disprezzo per la decenza femminile furono coltivati durante gli anni del college. Dopo la laurea la Stevens lavorò come insegnante di musica e assistente sociale in Ohio, Michigan e Montana, prima di trasferirsi a Washington, dove diventò organizzatrice regionale della National American Woman Suffrage Association (NAWSA).

## Suffragio
Nel 1913 la Stevens arrivò a Washington per prendere parte al picchettaggio del Senato di giugno. Non aveva intenzione di restare, ma Alice Paul la convinse a farlo. Fu assunta dal NAWSA e fu assegnata all'Unione Congressuale di recente formazione per il Suffragio Femminile (CUWS), che era stata creata da Alice Paul e Mary Ritter Beard. A quel tempo l'Unione del Congresso era una suddivisione del NAWSA, sebbene operasse in modo indipendente. Lei fu assunta come segretario esecutivo a Washington, D. C., nonché come organizzatrice regionale e le fu assegnato il distretto orientale. La Paul aveva diviso la nazione in quadranti di dodici stati ciascuno e assegnato Stevens alla zona orientale, Mabel Vernon al la Medio Occidentale, Anne Henrietta Martin all'estremo ovest e la giovane Maud al sud. Gli organizzatori regionali avevano il compito di educare i gruppi sulle leggi del suffragio che erano al Congresso e di ottenere il sostegno di ogni stato per ratificare il suffragio nazionale. Piuttosto che seguire la precedente strategia di ottenere l'emancipazione stato per stato, la strategia dell'Unione del Congresso diventò la piena approvazione federale. Questo problema causò una spaccatura nel movimento del suffragio, alla Convenzione del 1913, facendo sì che la Paul e i suoi sostenitori rompessero i legami con il NAWSA e diventassero un'organizzazione indipendente.

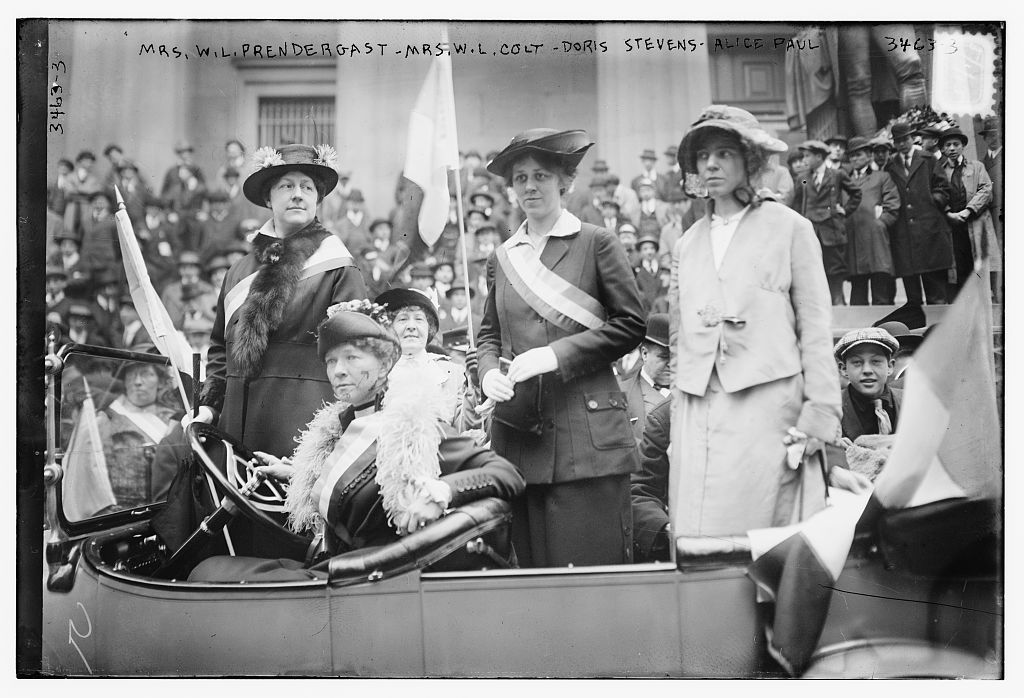
Da sinistra a destra: Mary Agnes Hull Prendergast, Elizabeth White Colt (alla guida), Doris Stevens, Alice Paul, 30 aprile 1915, in viaggio per visitare il senatore di New York James O'Gorman

Con la scissione, l'Unione del Congresso iniziò una riorganizzazione per spingere per campagne contro i candidati democratici perché non avevano sostenuto il suffragio mentre avevano il controllo della legislatura. La Paul istituì un consiglio consultivo di sole donne lavoratrici per il suffragio e donne di spicco che comprendeva Bertha Fowler, Charlotte Perkins Gilman, Helen Keller, Belle Case La Follette, May Wright Sewall e educatrici come Emma Gillett, Maria Montessori e Clara Louise Thompson, una professoressa di latino al Rockford College, tra gli altri, per dare credibilità alla nuova organizzazione. La Stevens divenne l'organizzatrice nazionale, incaricata di organizzare le donne negli stati in cui potevano votare per usare le loro schede elettorali e opporsi a qualsiasi candidato non favorevole alla piena emancipazione delle donne. Uno dei primi posti in cui Stevens si è recata è stato il Colorado, dove il CUWS riuscì a ottenere l'impegno di un membro del Congresso a sostenere la causa delle donne. Di ritorno da quel successo nel gennaio 1915, andò a New York e Newport, Rhode Island per fare una campagna prima di dirigersi a ovest. Fece una campagna in Kansas, sperando di assicurarsi delegati per un congresso programmato a San Francisco per settembre.
Arrivata in California a giugno, la Stevens accompagnò un gruppo di donne guidato da Charlotte Anita Whitney per incontrare i membri della Commissione per gli stanziamenti della Camera che si stavano incontrando al Palace Hotel, a San Francisco. Alle donne era stato assicurato che avrebbero potuto presentare i loro problemi, ma il presidente, il mandatario John J. Fitzgerald di New York, si rifiutava di permetterlo. Imperterrite, Whitney e Stevens continuarono i loro sforzi di pianificazione per il Congresso CUWS Exposition di Panama Pacific a San Francisco. A San Francisco presso il quartier generale del CUWS nel 1915, la Stevens discusse della strategia di impiegare un "sorriso da un milione di voti", ipotizzando che sorridere era uno strumento utile nella lotta per conquistare il supporto degli uomini. "Sorridi agli uomini e ti daranno un voto. Sembra grave se non lo faranno", affermò. Tuttavia, quando Alice Paul arrivò due settimane prima dell'evento, cancellò le manifestazioni corali, una sfilata e un incontro di massa che era stato pianificato per la Scottish Rite Halll. La Stevens era stato impegnata nella supervisione di ciascuno di questi eventi, sebbene le donne locali li avessero pianificati e orchestrati. La Paul tenne il pranzo e un ballo che si sarebbe tenuto presso l'edificio dell'Esposizione in California. Dopo il Congresso di settembre, Stevens aveva programmato di rimanere a San Francisco e gestire lo stand di esposizioni del Cuws, ma fu costretta a tornare a Washington perché la delegata orientale Margaret Whittemore era partita per il suo matrimonio. La Stevens iniziò immediatamente a pianificare una convenzione a Washington a dicembre.
All'inizio del 1916 Stevens annunciò la politica che i CUWS avevano organizzato in ventidue stati e aveva programmato di reclutare delegati per ciascuno dei 435 distretti domestici. I delegati dovevano formare comitati per la stampa dei membri del Congresso per favorire il suffragio e renderli consapevoli che i loro componenti erano a favore delle donne che raggiungevano il voto. Stevens iniziò ad attuare un'altra strategia all'inizio del 1916, chiese ai membri del CUWS di andare in altri stati in cui le donne potevano votare, stabilire la residenza e registrarsi per votare. In questo modo, avrebbero potuto votare alle elezioni statali e nazionali nella speranza di riempire il legislatore con i legislatori che favorivano il suffragio. La Stevens si registrò per votare in Kansas quell'anno. Il 5 giugno 1916, i CUW divennero il National Woman's Party (NWP), avendo un'unica piattaforma per acquisire un emendamento costituzionale per il suffragio nazionale femminile. Dopo aver partecipato alla convention NWP a Chicago a giugno, la Stevens si diresse a una convention in Colorado. A ottobre la Stevens stava organizzando e gestendo la campagna elettorale NWP in California.

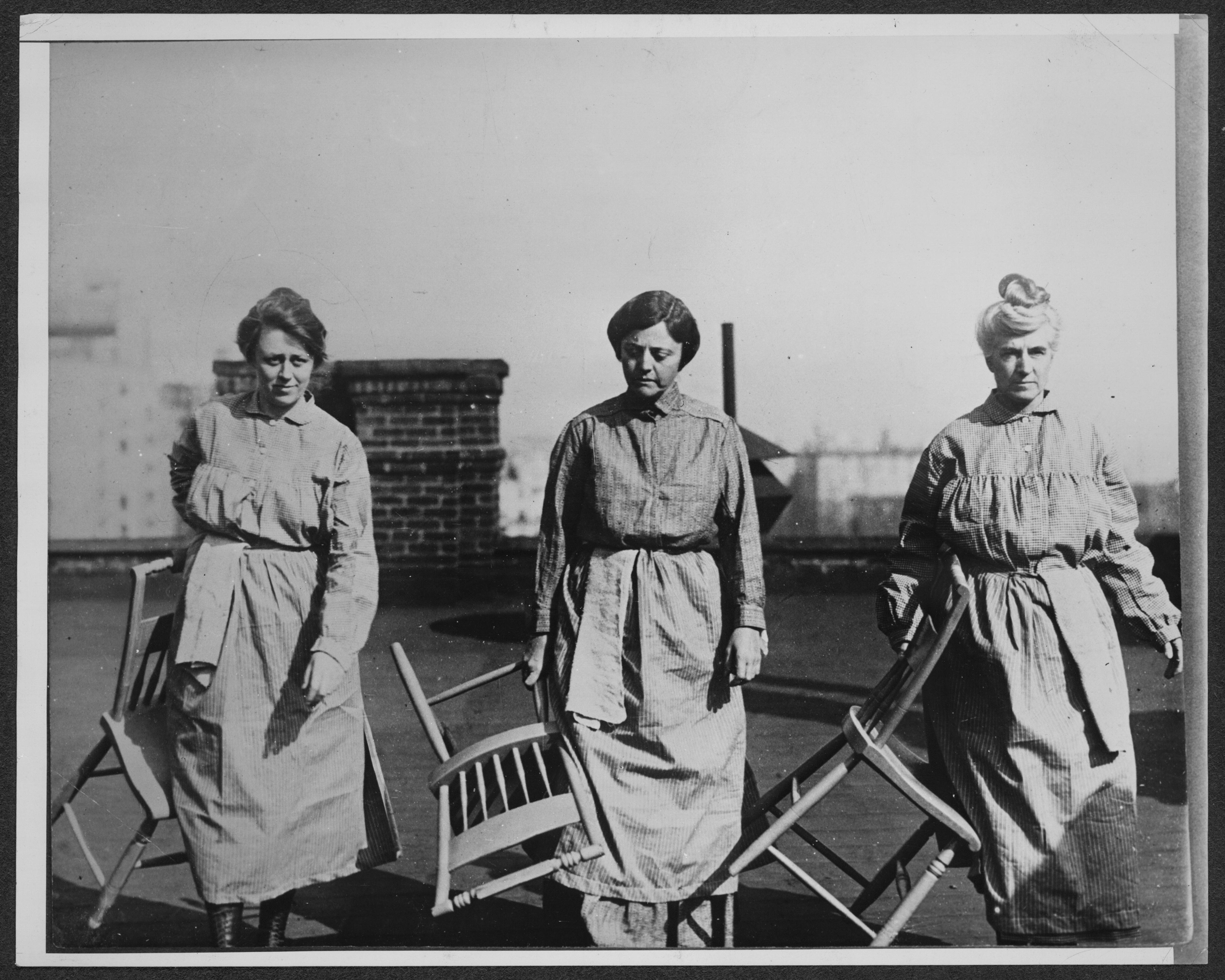
Membri del National Woman's Party in abito carcerario che trasportano sedie di legno, sul tetto dell'edificio. (Da sinistra a destra): Doris Stevens, Alison Turnbull Hopkins e Eunice Dana Brannan, 1919

### L'arresto
A causa dell'ingresso degli Stati Uniti nella Prima Guerra Mondiale, alcuni suffragisti fermarono il loro attivismo nel 1917 perché poteva essere visto come "non patriottico"; la Stevens, invece, insistette sul fatto che era "l'arroganza di Wilson combattere per la democrazia all'estero quando le donne non erano incluse nella democrazia in patria". A gennaio dopo che una delegazione dei membri del NWP ebbe un incontro deludente con il presidente Woodrow Wilson, fu deciso che avrebbero protestato alla Casa Bianca ogni giorno, in piedi come Silent Sentinels, fino a quando Wilson non avesse riconosciuto l'importanza della loro causa. Le donne mantennero il loro posto per oltre un anno ignorando le condizioni meteorologiche e la minaccia di arresto. Sebbene avesse svolto altri compiti organizzativi, come l'organizzazione della filiale della Carolina del Nord del NWP a marzo, la Stevens partecipò come sentinella. Lei e altre quindici donne furono arrestate per picchettaggio alla Casa Bianca il hiorno della Presa della Bastiglia, nel luglio del 1917, accusata di ostruire il marciapiede, e ci vollero tre giorni della loro condanna a 60 giorni al Workhouse Oscoquan, prima di ricevere la grazia dal presidente Wilson. Le donne furono collocate all'interno della popolazione carceraria, non ebbero spazzolini da denti, pettini e rimasero sorprese dal fatto che fossero tenute a condividere un mestolo d'acqua con il resto dei prigionieri.

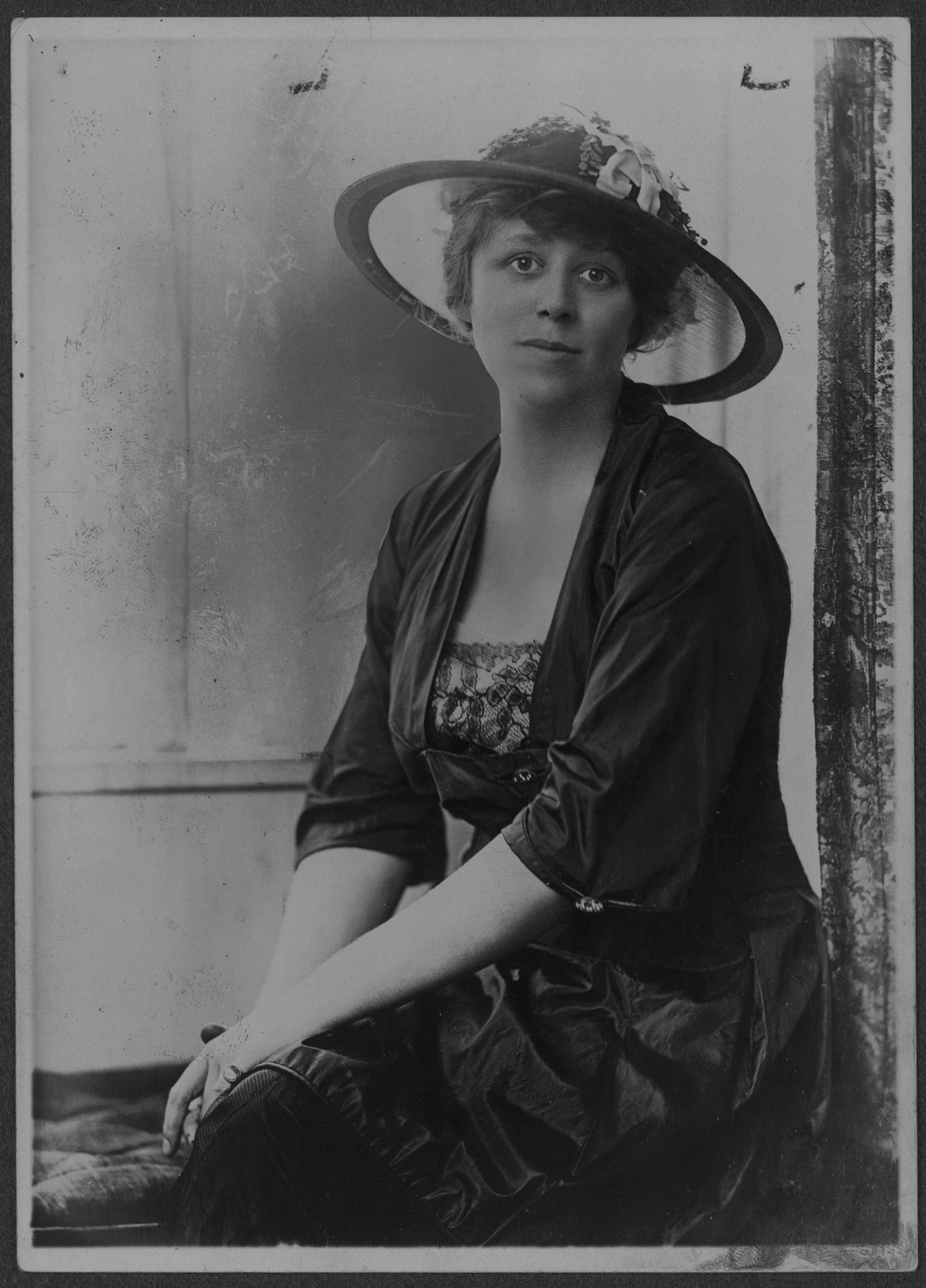
Doris Stevens, presidente legislativo del 1919, del National Woman's Party

Incontrò il suo primo marito, Dudley Field Malone, quando lui la rappresentava per la sua protesta davanti alla Casa Bianca. Aveva servito come Segretario di Stato Aggiunto degli Stati Uniti nel gabinetto Wilson, ma era stato convertito alla causa suffragista e si eera dimesso dal suo incarico. Apparve con la Stevens in occasione di eventi di raccolta fondi e contribuì a raccogliere migliaia di dollari per la loro causa, che stava guadagnando slancio, poiché il presidente Wilson aveva finalmente approvato l'emancipazione. Tra il 1918 e il 1919 la Stevens continuò alternando impegni e picchetti. Fu di nuovo arrestata, insieme a Elsie Hill, Alice Paul e tre suffragisti "Jane Doe" alla dimostrazione NWP del Metropolitan Opera House di New York nel marzo 1919. Il 4 settembre 1920 la lotta fu vinta quando il segretario di Stato Bainbridge Colby proclamò che i 36 stati necessari avevano ratificato il IXX emendanento con la Ratifica del Tennessee. Stevens pubblicò il racconto privilegiato per eccellenza della prigionia degli attivisti NWP, nel libro Jailed for Freedom, nel 1920.
Nel corso degli anni, Stevens ricoprì diverse importanti posizioni di leadership nel NWP, tra cui il presidente legislativo e l'appartenenza al comitato esecutivo. Nel 1920 Alva Belmont fu eletta presidente del NWP e la Stevens fu assistente personale della Belmont, anche nello scrivere l'autobiografia della Belmont. La relazione della Belmont e Steven era controversa, ma la giovane Stevens accettò anni di controllo dalla Belmont per molte delle sue azioni personali. Viaggiando in Europa con Belmont per il lavoro del NWP, Belmont insistette sul fatto che il fidanzato di Steven non poteva unirsi a loro e quando lo fece, la Belmont si trasferì in Francia senza Stevens.
Il 5 dicembre 1921 a Peekskill, New York, Stevens e Malone furono segretamente sposati da un proprietario di un negozio di ferramenta che era un Giudice di pace e immediatamente salpò per la loro luna di miele per due mesi a Parigi. La Stevens annunciò che non avrebbe preso il nome di Malone e sarebbe rimasta "Doris Stevens". Dalla metà degli anni '20, visse principalmente a Croton-on-Hudson, di New York, dove divenne amica dei principali membri della scena radicale del Greenwich Village e Boemians, tra cui Louise Bryant, Max e Crystal Eastman, Edna St. Vincent Millay, John Reed ed altri. La Stevens divorziò da Malone nel 1929 dopo una serie di infedeltà da entrambe le parti e tentativi falliti di riconciliazione.

## Attivismo per l'uguaglianza
L'epicentro del NWP si spostò sull'uguaglianza ai sensi della legge, tra cui le pari opportunità di lavoro, il servizio di giuria, la nazionalità per le donne sposate e qualsiasi altra disposizione che legalmente proibiva alle donne di avere piena uguaglianza legale. Nel 1923 l'emendamento sulla parità di diritti fu introdotto da Daniel Read Anthony, Jr. e le donne spinsero per il suo passaggio, facendo pressioni per il sostegno di entrambi i partiti politici. La Stevens fu vicepresidente della filiale di New York del NWP, guidando la campagna NWP Women for Congress nel 1924. Impossibilitata a concorrere aperché aveva stabilito una residenza legale in Francia, la Stevens lavorò con l'obiettivo di garantire l'elezione di 100 donne al Congresso Negli stati in cui le donne candidate erano tra le contendenti per l'ufficio. La campagna ebbe risultati trascurabili e le donne tornarono alle misure di uguaglianza. A partire dal 1926 una delle proposte su cui la Stevens si concentrava per i successivi anni fu il contratto di matrimonio "Salari per le Mogli". Facendo vigorose campagne per la sua adozione, la proposta di "Salari per le Mogli" richiedeva un contratto flessibile che dividesse le attività coniugali 50-50 piuttosto che trattare le coppie sposate come un'unica entità e chiedeva che le donne venissero pagate un salario per i servizi domestici e per allevare i bambini come una protezione per il controllo continuo dei bambini.
Dalla fine della guerra, una crescente convinzione tra le organizzazioni delle donne era l'idea che tutte le donne devono affrontare problemi simili a quelli sottoposti a uomini e che combinare i loro interessi potesse portare a guadagni. Alla conferenza del Consiglio internazionale delle donne (ICW) tenutasi a Washington nel 1925, il sentimento fu espresso da Lady Aberdeen, accogliendo tutte le donne alla "Sorellanza, di qualunque credo, partito, sezione o classe a cui possono appartenere". Nel 1927 la Stevens e Alice Paul intrapresero uno studio enorme su come le leggi hanno influenzato la nazionalità delle donne. Studiare ad esempio, perdere la nazionalità sposandosi o addirittura diventare apolidi. Incontrò le femministe in tutta Europa e tenne riunioni pubbliche per raccogliere dati, dalla dott.ssa Luisa Baralt de L'Avana, la dott.ssa Ellen Gleditsch di Oslo, Chrystal Macmillan e Sybil Thomas, la Viscontessa Rhondda del Regno Unito, la Marquesa del ter di Spagna, Maria Vérone di Francia ed Elena Văcărescu di Romania, nonché vari ufficiali della Federazione Internazionista Donne Universitarie altre. La Paul esaminò le leggi di ogni paese. Insieme hanno compilato un rapporto monumentale, che ha indicizzato tutte le leggi che controllano la nazionalità delle donne da ogni paese nella sua lingua madre e quindi tradotto ogni legge su una pagina di accompagnamento. Sono state fornite tabelle per un facile confronto e fu data una sinossi delle leggi. Il rapporto fu inizialmente preparato per un incontro che doveva svolgersi presso la Società delle Nazioni nel 1930 per discutere della codificazione delle leggi internazionali. Stevens riteneva che la nazionalità delle donne dovesse essere inclusa in quella discussione e guidò la ricerca, convinta che "Il femminismo dovrebbe lottare per la parità di diritti per le donne e che le donne dovrebbero essere considerate prima di tutto come esseri umani". Nel settembre del 1927 frequentò un incontro preliminare della Società delle Nazioni a Ginevra e ottenne il loro unanime sostegno alla sua proposta. Continuò a incontrarsi con le donne e raccogliendo dati fino al gennaio 1928, quando partecipò alla Conferenza Panamericana all'Avana. Convinse l'organo di governo della Pan American Union a creare la Commissione Interamericana delle Donne (in Spagnolo: Comisión Interamericana de Mujeres) (CIM) il 4 aprile 1928.

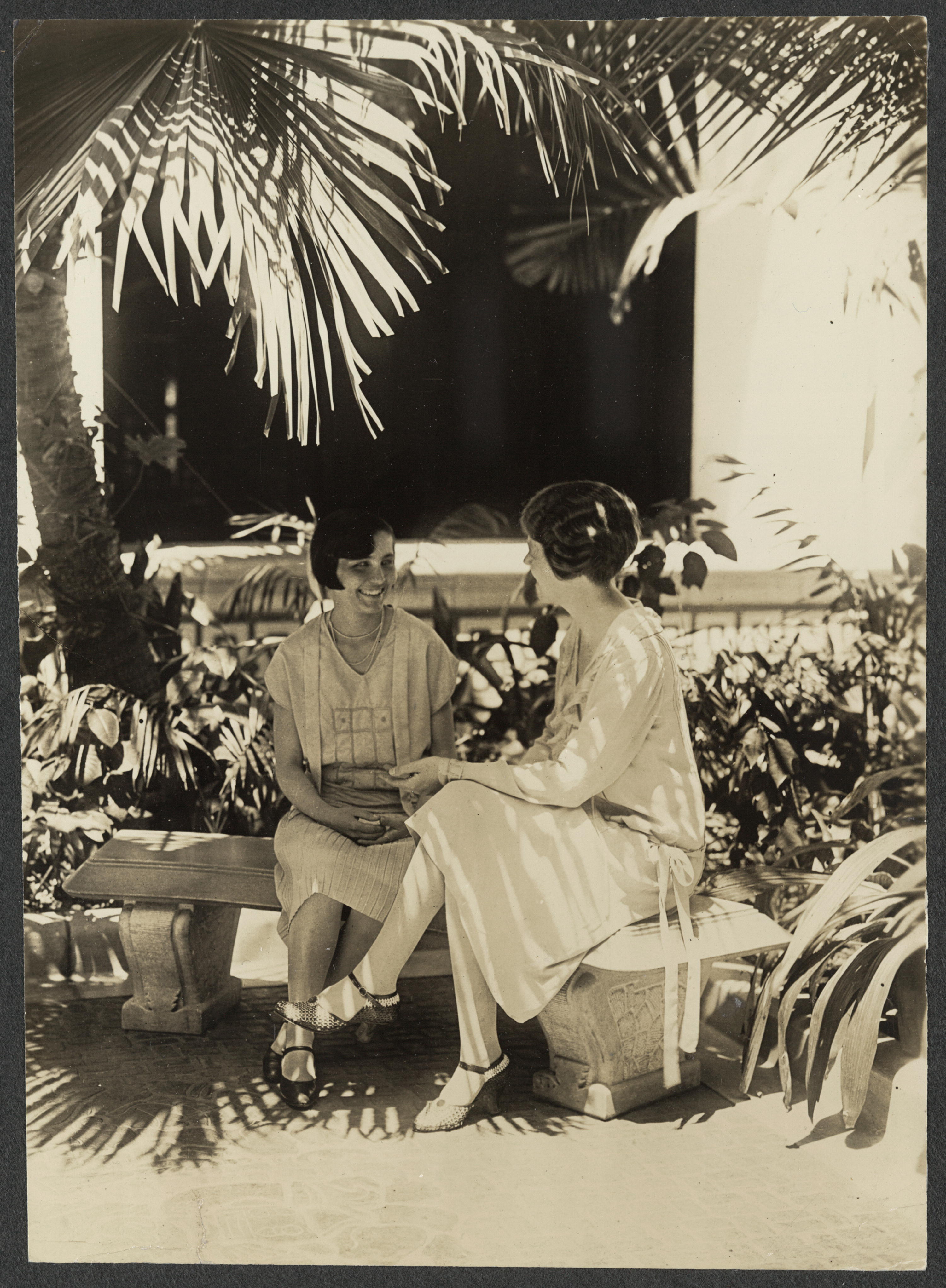
Doris Stevens, a destra, mentre parla con la signora Clara González, alla Conferenza Panamericana dell'Avana, gennaio 1928

La Commissione interamericana iniziale delle donne (CIM) era composta da sette delegate donne che furono accusate di finalizzare il rapporto per la prossima conferenza panamericana (1933) a rivedere l'uguaglianza civile e politica per le donne. Stevens prestò servizio come presidente del CIM dalla sua creazione nel 1928 fino a alla sua cacciata nel 1938. Ad agosto era tornata a Parigi a lavorare sul rapporto. Lei e altri suffragisti picchettarono il presidente francese, Gaston Doumergue, nel 1928 nel tentativo di convincere i delegati della pace nel mondo a sostenere un trattato di parità dei diritti. Furono descritte in modo sprezzante da un giornalista che ha coperto l'evento come suffragette militanti, e un giornale di Parigi definì la protesta un incidente divertente. Sebbene arrestate, furono rilasciate dopo aver fornito la prova delle loro identità.
Nel 1929 la Stevens tornò negli Stati Uniti e iniziò a studiare diritto, prendendo lezioni all'American University e alla Columbia University di diritto internazionale e politica estera. Nel 1930 tornò all'Avana a febbraio per il primo incontro con le donne del CIM che comprendevano Flora de Oliveira Lima (Brasile), Aída Parada (Cile), Lydia Fernánde (Costa Rica), Elena Mederos de González (Cuba), Gloria Moya de Jiménez (Repubblica Dominicana), Irene de Peyré (Guatemala), Margarita Robles de Mendoza (Messico), Juanita Molina de Fromen (Nicaragua), Clara González (Panama), Teresa Obregoso de Prevost (Perù). Da Cuba andò a L'Aia per la prima Conferenza Mondiale sulla Codificazione del Diritto Internazionale tenutasi il 13 marzo. Presentando i suoi dati su ciò che era stato realizzato nelle Americhe, la Stevens chiese alla comunità internazionale di emanare leggi per proteggere la cittadinanza delle donne. Tornò negli Stati Uniti ed ai suoi studi, e, anche se non si laureò, nel 1931 divenne la prima donna membro dell'American Institute of International Law. Nello stesso anno, lei, Belmont e la Paul parteciparono alla riunione della League of Nations a settembre per presentare i loro risultati sulle nazionalità.

### Settima conferenza panamericana
Stevens fu molto attiva nel lavorare con le femministe latinoamericane attraverso il CIM, anche se si concentrò sull'esame dei propri interessi sulle preoccupazioni di molte femministe latinoamericane.  La storica Katherine Marino descrive in Feminism for the Americas (2019) come la Stevens rifiutò di finanziare i viaggi della conferenza per altri membri del CIM latinoamericano come Clara Gonzalez ed effettivamente mise da parte la famosa e rispettata femminista uruguayana Paulina Luisi dal CIM. Alla Settima Conferenza Pan-americana, tenutasi nel 1933 a Montevideo, in Uruguay le donne presentarono la loro analisi dello status legale delle donne in ciascuno dei 21 paesi membri. Il primo rapporto di sempre a studiare in dettaglio i diritti civili e politici delle donne, era stato preparato esclusivamente dalle donne. Proposero un trattato sull'uguaglianza dei diritti per le donne, che fu respinto dalla conferenza, sebbene fosse stato firmato da Cuba, Ecuador, Paraguay e Uruguay. Tre di questi stati avevano già concesso il suffragio alle donne e nessuno dei quattro ratificò il Trattato dopo la conferenza. Tuttavia le donne avevano presentato la prima risoluzione internazionale per raccomandare il suffragio per le donne. Successivamente Stevens presentò i loro materiali che mostrarono la disparità tra i diritti di uomini e donne. Ad esempio, in 16 paesi delle Americhe le donne non potevano votare affatto, in due paesi potevano votare con restrizioni e in tre paesi avevano pari emancipazione. In 19 dei paesi americani, le donne non avevano la stessa custodia sui loro figli, anche in sette stati degli Stati Uniti e solo due paesi consentivano l'autorità congiunta per le donne dei propri figli. Nessuno dei paesi latinoamericani permetteva alle donne di far parte delle giurie e 27 stati degli Stati Uniti proibirono alle donne di partecipare alle giurie. I motivi del divorzio in 14 paesi e 28 stati erano diversi per uomini e donne, e una donna non poteva amministrare la propria proprietà indipendente in 13 paesi e due stati degli Stati Uniti.
Dopo aver esaminato i dati, la conferenza approvò il primo accordo internazionale mai adottato sui diritti delle donne. La Convenzione sulla Nazionalità delle donne chiarì che se una donna dovesse sposare un uomo di diversa nazionalità, la sua cittadinanza poteva essere mantenuta. Il testo affermava: "Non ci sarà distinzione basata sul sesso per quanto riguarda la nazionalità". La conferenza approvò anche la Convenzione sulla nazionalità, che stabiliva che né il matrimonio né il divorzio avrebbero potuto influenzare la nazionalità dei membri di una famiglia, estendendo anche la protezione della cittadinanza ai bambini. L'amministrazione Roosevelt, sperando di sbarazzarsi della Stevens, sosenne quindi che il compito delle donne era completato e che il CIM doveva essere abbandonato. Non volendo inchinarsi alla pressione degli Stati Uniti, la Conferenza pan-americana non votò per continuare il CIM, ma votò invece come un'unità, ad eccezione dell'Argentina, per bloccare la proposta degli Stati Uniti.

### Negli anni a seguire
Ci sarebbe voluto FDR per altri cinque anni, con l'aiuto della League of Women Voters per sostituire la Stevens. Supponendo che lei fosse nominata dalla conferenza degli stati pan-americani e non come delegata degli Stati Uniti, FDR accettò di dare uno status permanente al CIM, se a ciascun stato fosse stato permesso di nominare i propri delegati. Assicurando l'approvazione, immediatamente sostituì la Stevens con Mary Nelson Winslow. La Stevens non stette in silenzio e lo scontro continuò per tutto il 1939 con Eleanor Roosevelt a sostegno della Winslow e i suffragisti che sostenevano la Stevens. L'obiezione di Eleanor alla Stevens era sfaccettata, in quanto non pensava che l'emendamento sulla parità di diritti avrebbe protetto le donne e, a livello personale, credeva che la Stevens si fosse comportata in modo poco gradito.
Nel 1940 Stevens fu eletta per far parte del Consiglio Nazionale del National Woman's Party. L'anno seguente, quando Alice Paul tornò da un viaggio di due anni in Svizzera per stabilire il World Woman's Party (WWP), sorsero difficoltà. La Paul affrontò entrambe le sfide nella direzione in cui stava prendendo il NWP ed ebbe conflitti di personalità con i membri, tra cui la Stevens. Quando Alva Belmont morì nel 1933, il lascito che aveva promesso alla Stevens per anni di servizio personale fu invece diretto al NWP. La Stevens citò in giudizio la proprietà, ricevendo infine $12.000, ma credeva che Paul avesse sabotato la sua relazione con Belmont. Dopo le dimissioni della Paul nel 1945 la Stevens non supportò la sostituzione scelta personalmente dalla Paul, Anita Pollitzer e capeggiò un tentativo fallito di sfidare la sua leadership. La Pollitzer era vista come una prestanome della Paul e una controversia interna sorse sull'importanza del NWP sul WWP e sui diritti internazionali piuttosto che sull'organizzazione interna. Durante queste tensioni, una fazione dissenziente dei membri del NWP cercò di impadronirsi della sede del partito ed eleggere la propria lista di ufficiali, ma l'affermazione della Pollitzer alla leadership fu sostenuta da una sentenza di un giudice distrettuale federale.
La Stevens si separò dal NWP nel 1947 e rivolse invece l'attività nella Lucy Stone League, un'organizzazione per i diritti delle donne basata sulla conservazione del suo nome da nubile di Lucy Stone  dopo il matrimonio. Dopo la fine della seconda guerra mondiale, l'organizzazione fu rianimata nel 1950 perché i diritti che le donne avevano visto sorgere durante la guerra stavano tornando al loro stato prebellico. La Stevens era una delle riorganizzatrici insieme a Freda Kirchwey, Frances Perkins e altri. Stevens era stata a lungo sostenitrice di una donna che manteneva il proprio nome e non prese il nome di suo marito in nessuno dei suoi matrimoni. Si era risposata a Jonathan Mitchell il 31 agosto 1935 a Portland (Maine). Mitchell era stato un giornalista per The New Republic durante gli anni di Roosevelt e successivamente della National Review ed era stato un anticomunista. Prese parte alle udienze di McCarthy e della Stevens, dopo il suo matrimonio con lui, si spostò politicamente a destra, dalle sue tendenze precedentemente socialiste.
Dal 1951 al 1963, Stevens fu vicepresidente della Lucy Stone League, sebbene abbia lottato per mantenere la militanza. Stevens non era anti-maschio, piuttosto a favore delle donne. Non ha seguito la convinzione che se le donne avessero avuto successo, gli uomini dovevano essere omessi, piuttosto, credeva che la collaborazione con gli uomini fosse essenziale. Negli ultimi anni, Stevens sostenne l'istituzione di studi femministi come un campo legittimo di indagine accademica nelle università americane e cercò di stabilire una Lucy Stone Chair of Feminism al Radcliffe College.
Doris Stevens morì il 22 marzo 1963 a New York City, due settimane dopo aver avuto un ictus. La Princeton University ha una cattedra dotata di studi sulle donne creata dalla Doris Stevens Foundation nel 1986.

## Eredità
Nel 1986, l'Università di Princeton ha istituito una cattedra finanziata attraverso la Doris Stevens Foundation negli studi sulle donne. Nel 2004 il film della HBO Iron Jawed Angels fu realizzato sui primi giorni del movimento per il suffragio. Doris Stevens è stata interpretata da Laura Fraser.

## Opere scelte
- Doris Stevens, The militant campaign, Washington, D.C., The National Woman's Party, 1919, OCLC 71644630.
- Doris Stevens, Jailed for Freedom, New York, New York, Boni and Liveright, 1920, OCLC 574971418.
- (FR) Doris Stevens, L'Egalité des droits pour les femmes par Convention Internationale: Discours prononcé à la session plénière non-officielle de la 6ème conférence Pan-Américaine, Pan-American Conference publication, Washington, D.C., The National Woman's Party, 1928, OCLC 758520361.
- Doris Stevens, Tribute to Alva Belmont: late president of the National Woman's Party, Washington, D.C., Inter American Commission of Women, Pan American Union, 1933, OCLC 731402801.
- Doris Stevens, History of equal rights treaty signed at the VII International Conference of American States by Uruguay, Paraguay, Ecuador and Cuba, Washington, D.C., Inter American Commission of Women, Pan American Union, 1934, OCLC 827304625.
- Doris Stevens, A comparison of the political and civil rights of men and women in the United States : statement interpreting the laws of the United States ... and presented for action by the 7th International Conference of American States, Washington, D.C., U.S. Government Printing Office, 1936, OCLC 276997382.
- (FR) Doris Stevens, En prison pour la liberté! Comment nous avons conquis le vote des femmes aux États-Unis, Parigi, Francia, A. Pedone, 1936, OCLC 9513999.
- Doris Stevens, Paintings & drawings of Jeannette Scott, Mount Vernon, New York, Privately printed for James Brown Scott, 1940, OCLC 423924981.